# باله‌بادبزنی
 باله‌بادبزنی(نام علمی: Caulophrynidae) نام یک تیره از راسته قلابچه‌ماهی است.